# Burruyacú
Burruyacú è una città dell'Argentina, appartenente alla provincia di Tucumán, situata nel nord-est della provincia.